# Crossoglossa topoensis
Crossoglossa topoensis là một loài thực vật có hoa trong họ Lan. Loài này được (Mansf.) Dodson mô tả khoa học đầu tiên năm 1993.